# 홍콩의 구

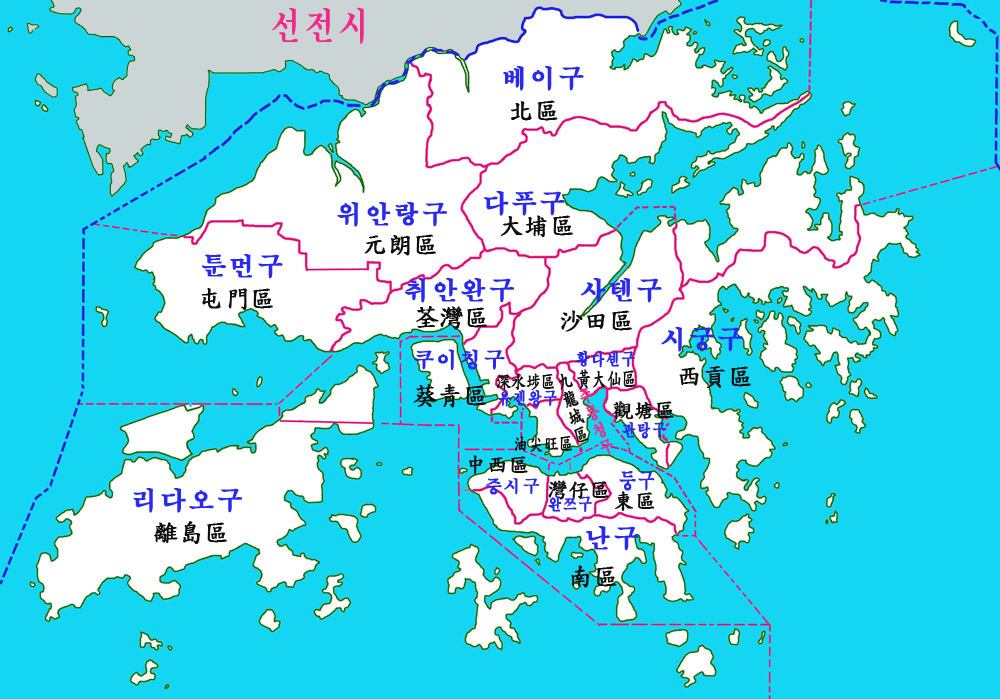
홍콩의 행정 구역

홍콩은 지리적으로 18개의 구로 나뉜다. 각각의 구는 예전에는 구 위원회로도 알려진 구 의회를 가지고 있다. 이들 구는 홍콩이 영국의 통치 하에 있던 1980년대 초에 설치되었다.
1982년 구제가 시행된 이래 두 차례의 행정 구역 개편이 있었다.
1. 1985년 콰이칭구가 췬완구에서 분리되었다.
2. 1994년 야우짐구와 웡곡구가 합병해 야우짐웡구가 되었다.

| 구명(광둥어/한국어)              | 인구 (2019년 추정) | 면적 (km2) | 인구밀도 (/km2) | 1인당 평균 수입 / 노동 수입 (HKD) |
| -------------------------------- | ------------------ | ---------- | --------------- | --------------------------------- |
| 전체 영토                        | 7,627,346          | N/A        | N/A             | 6,242 / 11,049                    |
| 수상 영토                        | 3,066              | N/A        | N/A             | 3,125 / 5,006                     |
| 육상 영토                        | 6,861,280          | 1080.18    | 6,352           | 5,753 / 11,055                    |
| 홍콩섬 (香港島)                  | 1,268,112          | 79.68      | 15,915          | 7,931 / 14,568                    |
| 중사이구 / 중서구 (中西區)       | 250,064            | 12.44      | 20,102          | 9,722 / 17,178                    |
| 완자이구 / 만자구 (灣仔區)       | 155,196            | 9.83       | 15,788          | 10,185 / 17,788                   |
| 둥구 / 동구 (東區)               | 587,690            | 18.56      | 31,664          | 7,235 / 13,558                    |
| 남구 / 남구 (南區)               | 275,162            | 38.85      | 7,083           | 6,563 / 12,335                    |
| 구룡 (九龍)                      | 2,019,533          | 46.93      | 43,033          | 5,184 / 10,311                    |
| 야우짐웡구 / 유첨왕구 (油尖旺區) | 280,548            | 6.99       | 40,136          | 6,034 / 11,114                    |
| 삼서이보구 / 심수부구 (深水埗區) | 365,540            | 9.35       | 39,095          | 4,821 / 9,909                     |
| 가우룽싱구 / 구룡성구 (九龍城區) | 362,501            | 10.02      | 36,178          | 6,897 / 13,122                    |
| 웡다이신구 / 황대선구 (黃大仙區) | 423,521            | 9.30       | 45,540          | 4,750 / 9,701                     |
| 군통구 / 관당구 (觀塘區)         | 587,423            | 11.27      | 52,123          | 4,845 / 9,908                     |
| 신계 (新界)                      | 3,573,635          | 953.48     | 3,748           | 5,667 / 10,860                    |
| 콰이칭 / 규청구 (葵青區)         | 523,300            | 23.34      | 22,421          | 4,833 / 9,718                     |
| 췬완구 / 전만구 (荃灣區)         | 288,728            | 61.71      | 4,679           | 6,897 / 12,860                    |
| 튄문구 / 둔문구 (屯門區)         | 502,035            | 82.89      | 6,057           | 5,172 / 9,843                     |
| 윈롱구 / 원랑구 (元朗區)         | 534,192            | 138.46     | 3,858           | 4,777 / 9,606                     |
| 박구 / 북구 (北區)               | 280,730            | 136.61     | 2,055           | 5,161 / 10,120                    |
| 다이보구 / 대포구 (大埔區)       | 293,542            | 136.15     | 2,156           | 5,806 / 10,824                    |
| 사틴구 / 사전구 (沙田區)         | 607,544            | 68.71      | 8,842           | 6,232 / 11,592                    |
| 사이궁구 / 서공구 (西貢區)       | 406,442            | 129.65     | 3,135           | 6,774 / 12,183                    |
| 레이도구 / 이도구 (離島區)       | 137,122            | 175.12     | 783             | 5,659 / 11,595                    |

## 같이 보기
- 홍콩의 구의회
- 홍콩의 지역 목록